# Somarro
El somarro es un plato de carne salada preparada asado a las brasas, por regla general se elabora de cordero o cerdo. La carne se ha puesto previamente en una ligera salazón. Es una preparación muy habitual en algunas regiones de Castilla. La denominación proviene del verbo "somarrar" que significa: socarrar, chamuscar. Es una preparación humilde y sencilla que suele emplear los cortes menos nobles de la carne.

## Variantes
En la provincia de Guadalajara es un corte de carne procedente de la carne de cerdo (generalmente en la matanza) que se ha puesto en salazón y que se asa a las brasas(También llamado secreto). En otros lugares de Castilla es igualmente un trozo de lomo asado el día de la matanza. En Castilla-La Mancha es preparado al estilo de los cazadores con las partes menos nobles del venado, se suele asar en sal. Es habitual entre pastores que suelen prepararlo desde la Edad Media en "hogueras comunitarias". En algunas zonas como en la Alcarria se suele preparar como desayuno. En la parte alcarreña de Cuenca, se conoce secreto ibérico.